# Jessica May Kara
Jessica May Kara (Paranacity, 5 de dezembro de 1993) é uma atriz e modelo brasileira, tendo atuado em séries e filmes na Turquia.

## Biografia
Sua mãe é professora e seu pai é agricultor, seu irmão estuda medicina veterinaria. Ela viveu em uma fazenda até os 15 anos de idade e trabalhou em São Paulo antes de iniciar uma carreira de atriz na Turquia. Jessica tem ascendência italiana, alemã e lituana.
Começou a faculdade de Ciências Biológicas, porém abandonou para seguir carreira de modelo.

## Carreira
A primeira experiência como atriz em termos profissionais foi em A Nova Noiva (Yeni Gelin) lançada em 2017, onde contracenou com Tolga Mendi, também foi seu primeiro papel como protagonista, a série teve 3 temporadas com 63 episódios. Mais tarde, ela ganhou destaque atuando no filme de cinema Dert Bende em 2019. May caminhou na passarela na Mercedes-Benz Fashion Week, em Istambul. May ganhou um dos papéis principais da novela turca Maria ile Mustafa, gravada em Ürgüp na Capadócia e exibida no inverno turco de 2020, para interpretar a colombiana Maria, Jessica fez aulas de salsa, "Estou tendo aulas há cerca de cinco meses, salsa está entre minhas danças favoritas, como o samba." Jessica, que apareceu na série Yalnız Kurt em 2022, também participou da série de filmes Katakulli.

## Vida pessoal
Casou-se com o fotógrafo turco Hüseyin Kara em 30 de junho de 2018, no Brasil.

## Filmografia

### Televisão
| Ano  | Título          | Papel  | Nota                                | Exibição      |
| ---- | --------------- | ------ | ----------------------------------- | ------------- |
| 2017 | Yeni Gelin      | Bella  | Papel de liderança (episódio 1-63)  | Show TV       |
| 2020 | Maria e Mustafa | Maria  | Papel de liderança (episódio 1-17)  | ATV (Turquia) |
| 2022 | Yalnız Kurt     | Meryem | Papel de liderança (episódio 21-32) | ATV (Turquia) |

### Internet
| Ano  | Título      | Papel               | Nota                               | Exibição |
| ---- | ----------- | ------------------- | ---------------------------------- | -------- |
| 2023 | Kapı        | Alesia Deniz Boreas | Papel de liderança (episódio 1-10) | Tabii    |
| 2025 | Harman Yeri | Linda Cook          | Atriz coadjuvante                  | Tabii    |

### Cinema
| Ano  | Filme                   | Papel       | Nota               | Exibição |
| ---- | ----------------------- | ----------- | ------------------ | -------- |
| 2019 | Dert Bende              | Pelin       | Papel de liderança |          |
| 2022 | Katakulli               | Isabel      | Papel de liderança | Netflix  |
| 2022 | Katakulli: Gözükaralar  | Isabel      | Papel de liderança | Netflix  |
| 2022 | Katakulli: Tuzak        | Isabel      | Papel de liderança | Netflix  |
| 2022 | Katakulli: Tam Zamanı   | Isabel      | Papel de liderança | Netflix  |
| 2025 | Ulug Amir e Donna Maria | Donna Maria | Papel de liderança |          |
| 2025 | Aşkın Dünkü Çocukları   | Melissa     | Atriz coadjuvante  |          |

## Prêmios e indicações
| Ano  | Prêmio                                   | Categoria                   | Trabalho    | Resultado |
| ---- | ---------------------------------------- | --------------------------- | ----------- | --------- |
| 2023 | 10. Golden Palm                          | Atriz Estrangeira do Ano    | Kapı        | Venceu    |
| 2022 | 9. Golden Palm                           | Atriz de Série de TV do Ano | Yalnız Kurt | Venceu    |
| 2022 | Prêmios de Inovação e Sucesso da Turquia | Atriz Estrangeira do Ano    | Yalnız Kurt | Venceu    |
| 2020 | 23. Golden Lens                          | Melhor Atriz de Comédia     | Yeni Gelin  | Venceu    |
| 2019 | Melhores do Ano na Universidade de Okan  | Melhor Atriz Estrangeira    | Yeni Gelin  | Venceu    |
| 2019 | 5. Golden Palm                           | Melhor Atriz de Comédia     | Yeni Gelin  | Venceu    |
| 2018 | Universidade de Istambul                 | Melhor Atriz                | Yeni Gelin  | Venceu    |